# 服部義夫
服部 義夫（はっとり よしお、1965年12月20日 - ）は、RKB毎日放送社員、元報道制作センターアナウンス部長。RKBアナウンススクール講師。

## 略歴
神奈川県横浜市出身。1989年にRKB毎日放送入社。入社後は主にスポーツ中継を担当しながら、アナウンス部の副部長にまで昇進。
2013年4月1日付の人事異動で、自身もアナウンス部からテレビ制作部へ配置転換。
テレビ制作部への異動からわずか1年（2014年4月）でアナウンス部に復帰。背景には最年長アナでアナウンス部長だった安田瑞代の異動→早期退職、若手の石田一洋の関西テレビへの移籍、スポーツ担当の櫻井浩二が『ニュース新発見 インサイト』のパーソナリティーに就任したことなどが挙げられる。しかし2016年度人事で再びアナウンス部を離れ、現在はスポーツ部の所属となった。但し制作専任となった岩谷源一とは異なり、野球実況などスポーツ限定のアナウンス活動も状況に応じて続けている。

## 担当番組

### 過去
テレビ
- RKBニュースワイド（サブキャスター 1993年10月 - 1994年3月）
- おはようクジラ（RKB担当キャスター）
- はっとり商店
- 2007年のパシフィック・リーグクライマックスシリーズ
  - リポーター（第1ステージ第1戦10月8日）
- 2011年のパシフィック・リーグクライマックスシリーズ
  - リポーター（ファイナル第2戦11月4日）
- 2012年のパシフィック・リーグクライマックスシリーズ
  - リポーター （ファイナル第1戦10月17日）
- 今日感テレビ（「イマドキ調査隊」「よしおさんのザ!ローカルにゅ〜す」ディレクター・出演）2013年度・スポーツコーナー
- 侍プロ野球

ラジオ
- 歌謡曲ヒット情報（1990年4月 - 1991年3月、1996年10月 - 2007年3月）
- STUDIO C2 SQUARE（1991年4月 - 1994年3月）
- RKBラジオ ホリデースペシャル
  - ホークス歌の応援団ゴールデンウィーク版（2007年4月30日）
  - ホークス花の応援団〜服部・茅野ダ 鬼橋ダ〜（2010年2月11日）
  - どんたく花の応援団ゴールデン（2010年4月29日、2011年5月3日）
- 2007年のパシフィック・リーグクライマックスシリーズ
  - ソフトバンクサイドリポーター（第1ステージ第1戦10月8日・第3戦10月10日）
- 富永倫子のノリスタ（2009年4月6日 - 2010年4月2日）
- 2009年のパシフィック・リーグクライマックスシリーズ
  - ソフトバンクサイドリポーター（第1ステージ第1戦10月16日）
- 2012年のパシフィック・リーグクライマックスシリーズ
  - ソフトバンクサイドリポーター（ファイナル第1戦10月17日・第3戦10月19日）
  - 実況（第5戦10月21日）
- 服部義夫のなんでもアリーナ日曜日
- ホークス花の応援団（サブパーソナリティ 2010年4月 - 2013年3月、2014年4月 - 2016年3月）
- RKBエキサイトホークス
- 空想労働シリーズ サラリーマン（2023年8月22日 - 10月10日、RKBラジオ） - 熱血隊員 役[2]
- #さえのわっふる -木曜日の「クイズわっふる」管理職の鼻歌クイズ担当

映画
- WOOD JOB! 神去なあなあ日常（褌姿でカメオ出演 2014年5月10日公開 東宝）